# Schiebel Camcopter S-100
Lo Schiebel Camcopter S-100 è un aeromobile a pilotaggio remoto ad ala mobile sviluppato dall'azienda austriaca Schiebel Elektronische Geräte GmbH negli anni duemila e prodotto, oltre che dalla divisione aerea della stessa, dalla Schiebel Aircraft in Russia, su licenza.

## Storia del progetto

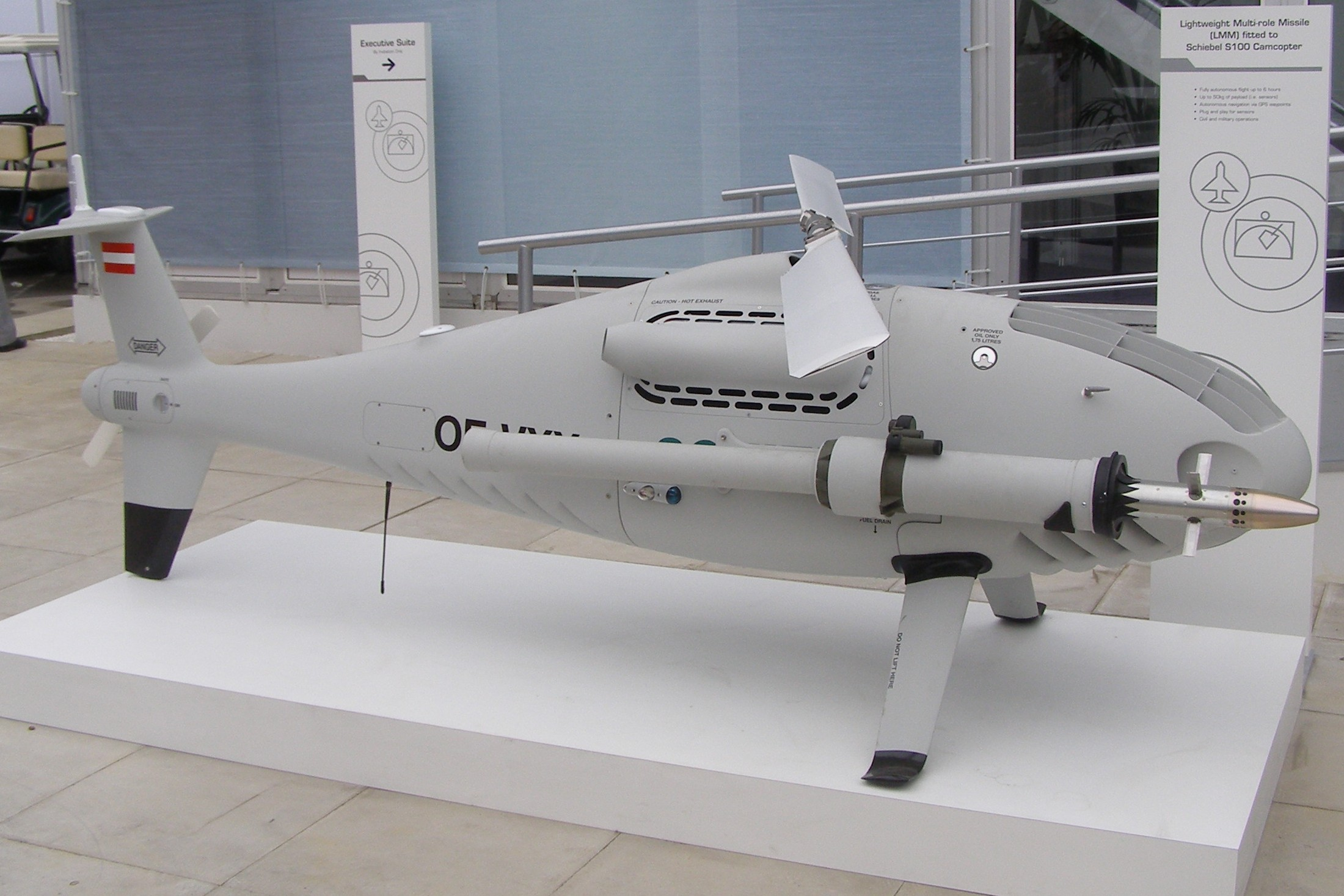
S-100 in versione UCAV equipaggiato con un Lightweight Multirole Missile.

Prodotto dalla Schiebel con sede a Vienna, è stato sviluppato tra il 2003 e il 2005. Con un carico massimo al decollo (MTOW) di 200 kg ha un'autonomia di sei ore. Può raggiungere la velocità massima di oltre 200 km/h e superare i 5 500 m di  tangenza . Azionato da un motore Wankel da 50 hp (37 kW), può trasportare vari carichi come ottiche elettroniche e sensori IR. Il 12 marzo 2012 la Schiebel ha annunciato il successo dei test con un nuovo tipo di motore sviluppato all'interno dell'azienda e sostitutivo del motore standard Diamond. Questa nuova motorizzazione permette l'uso di JP-5, Jet A-1 o JP-8 come carburanti. Questi carburanti sono standard utilizzati sulle navi militari, più sicuri da maneggiare ed immagazzinare.

## Impiego operativo

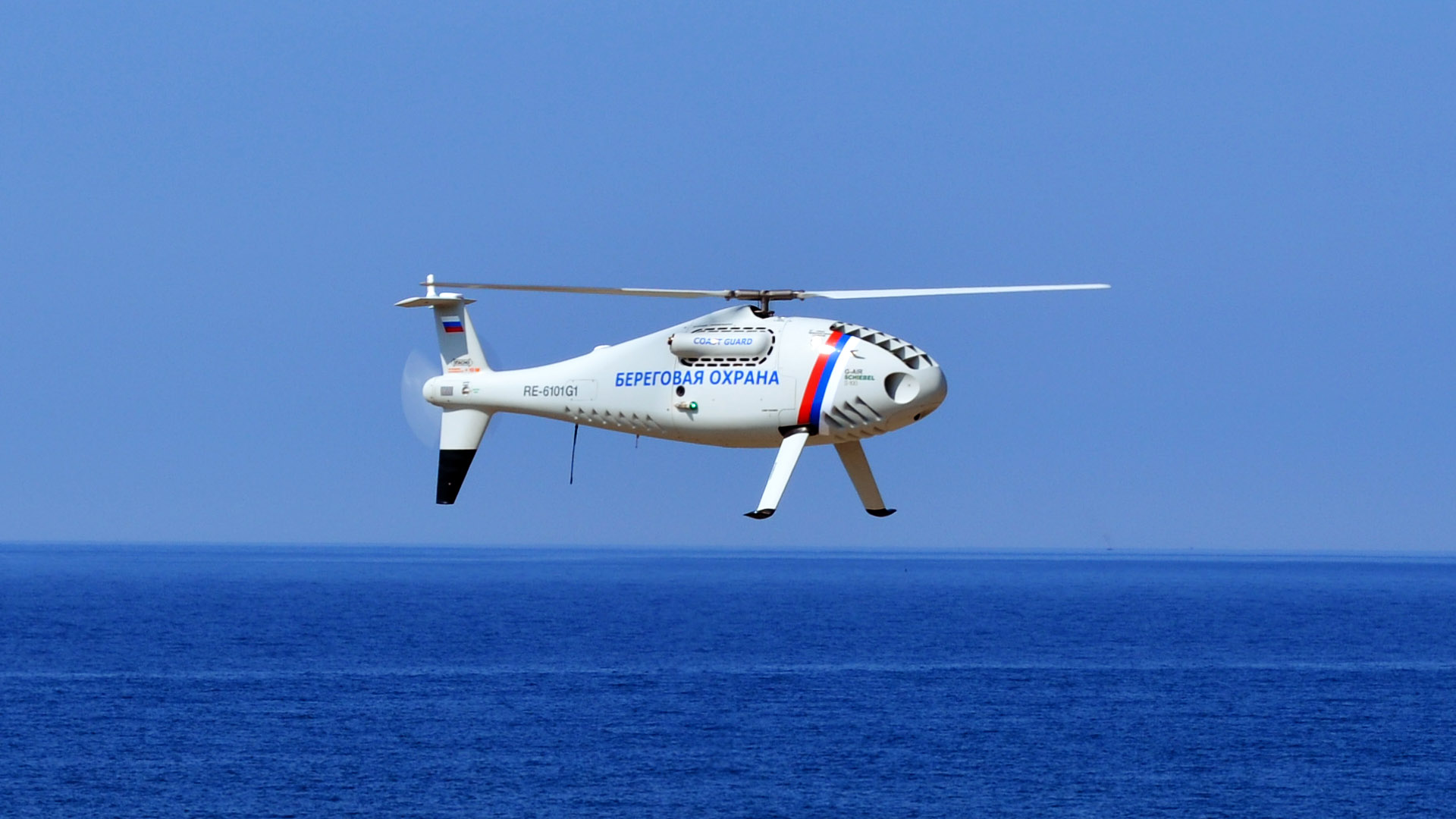
Il Gorizont G-Air S-100, di fabbricazione russa, il Camcopter costruito su licenza.

Il primo utilizzatore è stata la Union Defence Force (UAE), che ha ordinato 40 esemplari destinati all'Esercito degli Emirati Arabi Uniti con opzione per altri 40. Altre tre nazioni hanno ordinato per un totale di 200 esemplari.
La Marina pachistana ha testato il velivolo da una delle sue navi nel mar d'Arabia, seguita dalla marina francese il 9-10 ottobre 2008, mentre la fregata Montcalm era in navigazione.
La Marina tedesca ha completato tre settimane di test a bordo di corvette della classe Braunschweig, la Braunschweig e la Magdeburg in agosto e settembre 2008. La ditta tedesca Diehl è incaricata di introdurre il prodotto alle forze armate tedesche.
La Libia ha ordinato quattro Camcopters nel 2009, che operano sotto il comando della Khamis Brigade.
La Giordania ha ordinato due esemplari con L-3 Wescam MX-10 EO-IR nel luglio 2010 e consegna febbraio 2011.
Nel novembre 2011 il Camcopter ha fatto voli dimostrativi dalla corvetta della marina francese L'Adroit. Allo stesso tempo, una versione russa costruita su licenza è stata testata con successo a bordo della nave della guardia costiera Rubin. La Russia è intenzionata a dotare tutte le navi di suddetta classe con il Camcopter.
Nel 2010 la Marina cinese ha comprato 18 esemplari. Dopo due anni, nel maggio 2012, un velivolo è stato fotografato dalla Marina giapponese mentre si alzava in volo da una fregata cinese.
La Royal Australian Navy ha in progetto di testare un elicottero Schiebel nel giugno 2013.
Nell'aprile del 2012 la Marina Militare italiana ha sperimentato un esemplare di S-100 sulla Nave Bersagliere con risultati confortanti, tanto da spingere lo Stato Maggiore Marina ad avviare le procedure di acquisizione in leasing di due Camcopter da utilizzare già nel secondo semestre del 2013.
A partire dal 2014, nell'ambito dell'operazione Mare Nostrum, due esemplari di S-100 della Marina Militare Italiana, pilotati da quattro ufficiali piloti dalla nave anfibia San Giusto, intercettano ed individuano in maniera silenziosa i barconi di immigrati.

## Utilizzatori
(lista parziale)
 Australia
- Royal Australian Navy

Selezionati nel 2022, con le consegne previste a partire dal 2023.
 Emirati Arabi Uniti
- Esercito degli Emirati Arabi Uniti

 Francia
- Marine nationale

8 S-100 consegnati.
 Germania
- Deutsche Marine

 Italia
- Marina Militare

 Regno Unito
- Royal Navy

Selezionato nel febbraio 2023, entrerà in servizio nel 2024.
- His Majesty's Coastguard

Operati da Bristow Helicopters. 2 entrati in servizio nel luglio 2020, nell'agosto 2022 è stato firmato un contratto decennale per l'utilizzo di 4 Camcopter.
 Thailandia
- Kongthap Ruea Thai

Ordine annunciato dalla Schiebel, a riguardo del quale è stata solo specificata la consegna nel 2020, ma non il valore del contratto ed il numero degli esemplari ordinati. I primi due droni sono entrati in servizio nel 2020, mentre ad aprile 2022 ne sono stati ordinati ulteriori 2 esemplari.